# Washington Power
Washington Power – zawodowa drużyna lacrosse, która grała w National Lacrosse League w dywizji wschodniej. Drużyna miała swoją siedzibę w Waszyngtonie w Stanach Zjednoczonych. Rozgrywała swoje mecze na Verizon Center. Drużyna została założona w 2001 roku. Drużyna wcześniej nazywała się Pittsburgh CrosseFire. Jednak po dwóch sezonach przeprowadziła się i zmieniła nazwę na Colorado Mammoth. 

## Osiągnięcia
- Champion’s Cup:-
- Mistrzostwo dywizji: 2002

## Wyniki
W-P Wygrane-Przegrane, Dom-Mecze w domu W-P, Wyjazd-Mecze na wyjeździe W-P, GZ-Gole zdobyte, GS-Gole stracone
| Sezon | W-P   | Dom  | Wyjazd | GZ  | GS  |
| ----- | ----- | ---- | ------ | --- | --- |
| 2001  | 9-5   | 4-3  | 5-2    | 226 | 204 |
| 2002  | 9-7   | 6-2  | 3-5    | 253 | 243 |
| Razem | 18-12 | 10-5 | 8-7    | 479 | 447 |